# Estadio Serra Dourada
El Estadio do Governo do Estado de Goiás, popularmente conocido como Estadio Serra Dourada, es un estadio deportivo localizado en la ciudad de Goiânia, Brasil. Posee una capacidad para 42 049 espectadores sentados.

## Historia
El estadio, proyectado por Paulo Mendes da Rocha, arquitecto ganador del Premio Pritzker de 2006, e inaugurado el 9 de marzo de 1975, acoge partidos de primera y segunda división del Campeonato Brasileño de Fútbol, de los equipos Goiás, Atlético Goianiense y Vila Nova. 
Además, también es escenario de muchos conciertos y ha albergado varios partidos de la Selección de fútbol de Brasil, el último disputado el día 3 de junio de 2014, Brasil goleó a Panamá por 4-0.

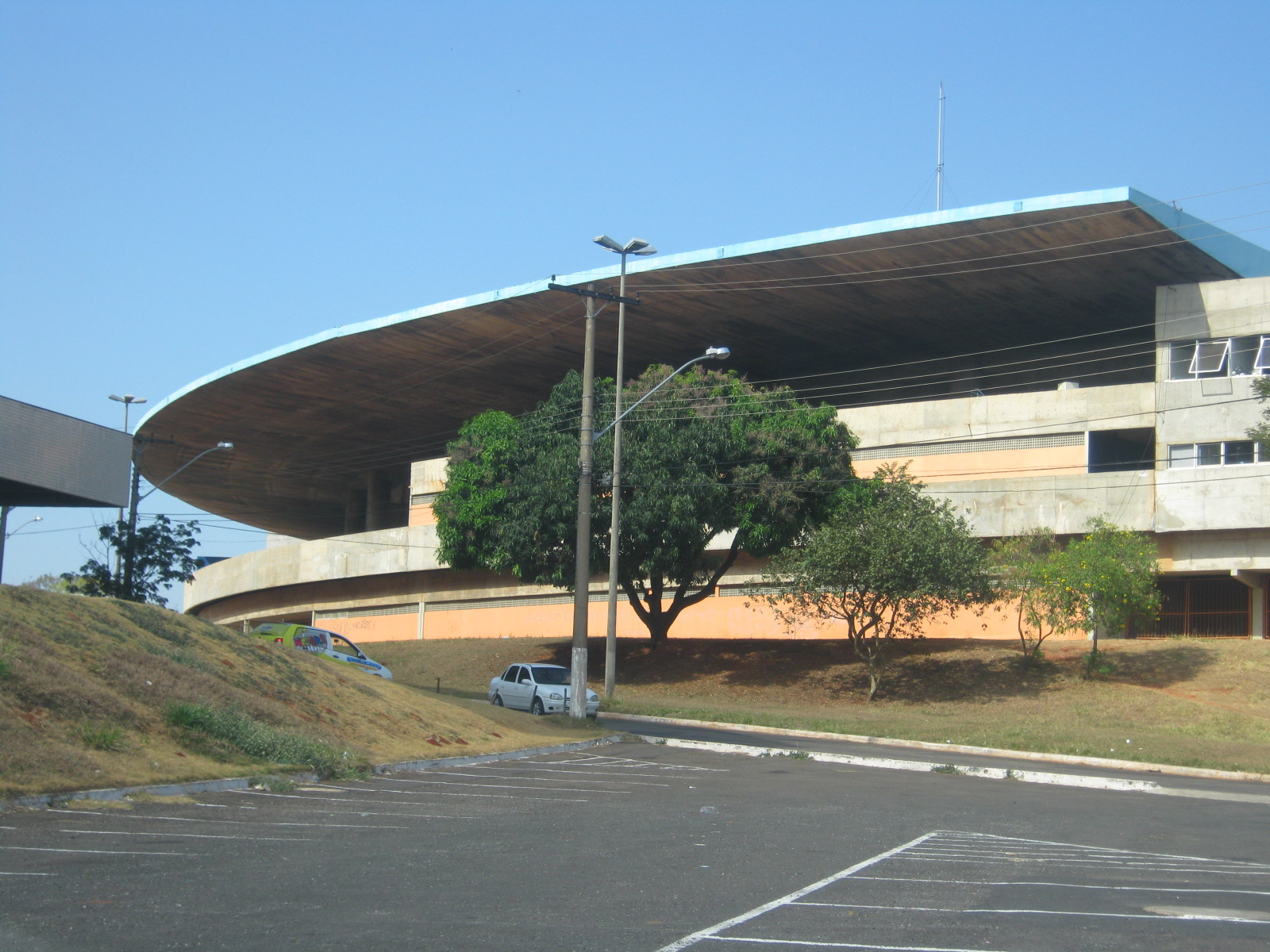
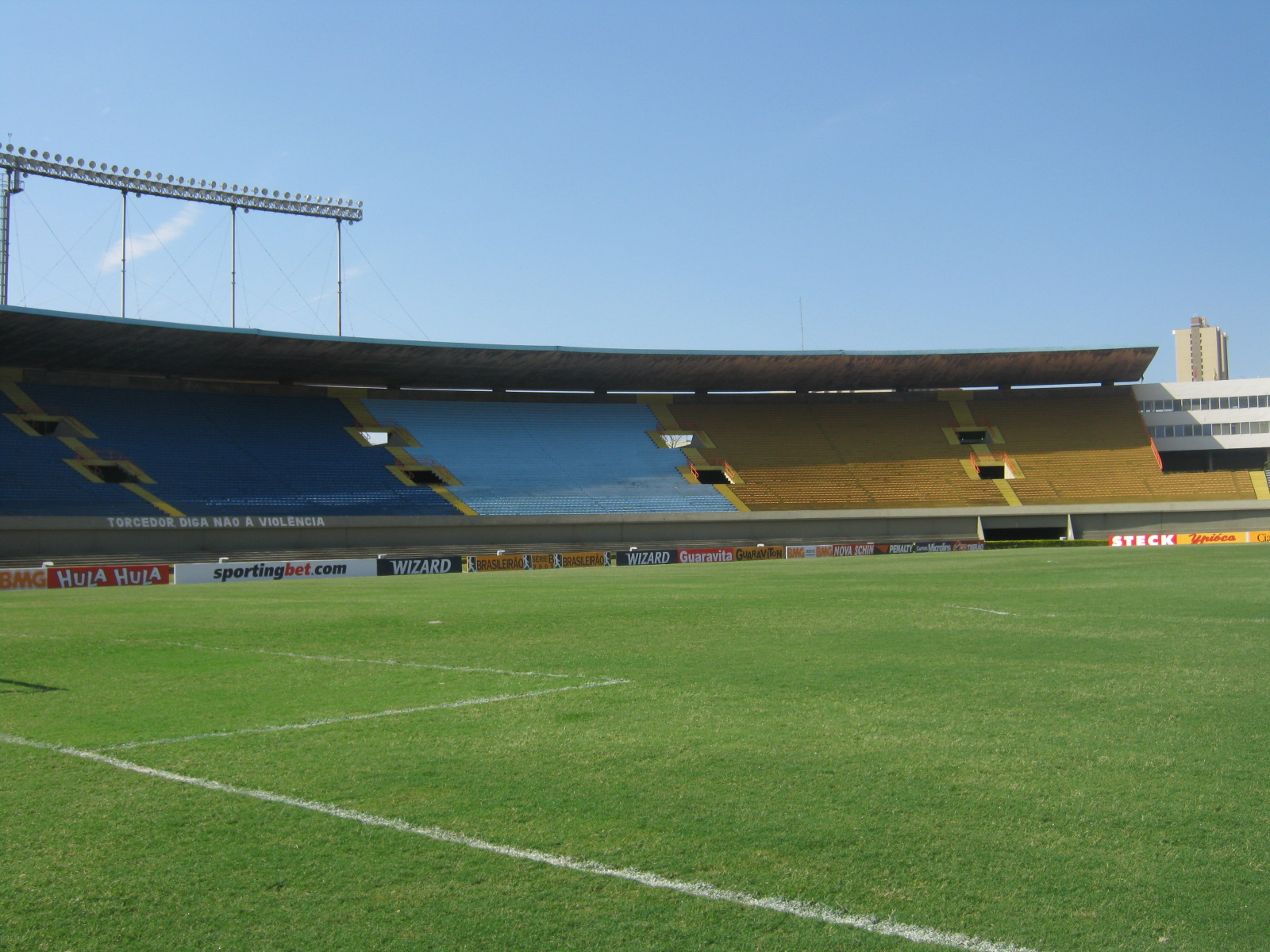

## Eventos más importantes

### Copa América 1989
Albergó los diez partidos del grupo B de la Copa América 1989.
| Fecha               | Selección #1 | Resultado | Selección #2 | Ronda                 | Espectadores |
| ------------------- | ------------ | --------- | ------------ | --------------------- | ------------ |
| 2 de julio de 1989  | Ecuador      | 1 - 0     | Uruguay      | Primera fase, Grupo B | 19 000       |
| 2 de julio de 1989  | Argentina    | 1 - 0     | Chile        | Primera fase, Grupo B | 40 000       |
| 4 de julio de 1989  | Uruguay      | 3 - 0     | Bolivia      | Primera fase, Grupo B | 8000         |
| 4 de julio de 1989  | Argentina    | 0 - 0     | Ecuador      | Primera fase, Grupo B | 12 000       |
| 6 de julio de 1989  | Ecuador      | 0 - 0     | Bolivia      | Primera fase, Grupo B | 3000         |
| 6 de julio de 1989  | Uruguay      | 3 - 0     | Chile        | Primera fase, Grupo B | 3000         |
| 8 de julio de 1989  | Chile        | 5 - 0     | Bolivia      | Primera fase, Grupo B | 3000         |
| 8 de julio de 1989  | Argentina    | 1 - 0     | Uruguay      | Primera fase, Grupo B | 18 000       |
| 10 de julio de 1989 | Chile        | 2 - 1     | Ecuador      | Primera fase, Grupo B | 2000         |
| 10 de julio de 1989 | Argentina    | 0 - 0     | Bolivia      | Primera fase, Grupo B | 5000         |